# Crnce
Crnce/Cerrcë (en serbio: Црнце, Crnce, en albanés: Cerrcë) Es una localidad de Kosovo, a unos 2 km al sur de la localidad de Istok.

## Geografía
La localidad cuenta con algunas 300 viviendas, se localiza al noroeste cerca de la frontera con Serbia.

## Personajes ilustres
- Ibrahim Rugova, presidente de Kosovo.

- Datos: Q3303950